# Лютворт Генріх Адамович
Ге́нріх Ада́мович Лю́творт (25 січня 1925 — 12 липня 1972) — міський голова Вінниці (1963—1964), український радянський чиновник, історик-краєзнавець.

## Біографія та здобутки
Народився 25 січня 1925 року в с. Ізабелівка Вінницького району Вінницької області. В особистих документах, зокрема у листі по обліку кадрів національність зазначена — «українець». У 1934 році разом з родиною переїхав до Вінниці, де продовжив середню освіту у міській школі № 2, згодом у школі № 20. У 1940 році за родинними обставинами разом з матір'ю переїжджає до Кишинева, а з початком Німецько-радянської війни евакуюється до Бугуруслана, тоді Чкаловської області, де закінчує середню школу та вступає на історичний факультет місцевого педінституту. З поверненням до Вінниці продовжує навчання з третього курсу Вінницького педагогічного інституту, який закінчує за спеціальністю — викладач історії.
Трудову діяльність почав у Вінницькому педагогічному інституті — викладачем кафедри історії, одночасно керував парткомом інституту. Був обраний секретарем Вінницького міського комітету КП України.
За часів головування Вінницькою радою депутатів трудящих від з 28 лютого 1963 року до 10 грудня 1964 року приділяв увагу питанням благоустрою міста, культурного та побутового обслуговування населення, охороні громадського порядку. Менш ніж за два роки перебування на посаді у місті за його ініціативи створюється площа, пізніше названа іменем Ю. Гагаріна, на якій споруджується Центральний універмаг, готель та житлові будинки. Розпочато будівництво житлового масиву на вул. Свердлова, проєктування і будівництво житлового масиву, якому Г. А. Лютворт, як історик, запропонував дати назву «Вишенька» — по назві річки та села Вишня (маєток М. І. Пирогова), що знаходились поруч.
Прокладаються нові трамвайні лінії, газифіковано понад 15 тис. квартир, організована забудова земельних ділянок для сотень офіцерів, звільнених масово у запас в 60-х роках, відкрито новий Палац піонерів та школярів на Хмельницькому шосе. За його ініціативи у Вінниці був закладений у 1963 році Ботанічний сад, засновано Вінницький ендокринологічний диспансер.
Організовано будівництво першої у місті тролейбусної лінії від будівельного технікуму до нового Вінницького радіолампового заводу на східній околиці міста. За цю ініціативу без узгодження з центральними плановими органами, отримав догану від партійного керівництва і згодом залишив посаду міського голови.
В подальшому, вже на посаді завідувача відділом науки і навчальних закладів ОК КП України у Києві, провадив роботу з розвитку мережі навчальних та медичних закладів. Пролобіював створення першого на Поділлі технічного вишу — Вінницького політехнічного інституту.
Помер 12 липня 1972 року у віці 47 років в Києві.

## Наукова і творча діяльність
Працюючи у Вінницькому педагогічному інституті, не відмітився науковими працями, проте, знаходячись на управлінській роботі, брав активну участь в написанні енциклопедичного тому «Історії міст і сіл Української РСР. Вінницька область».
Автор і упорядник науково-популярних та туристично-краєзнавчих видань:
- Вінницький обласний державний архів: путівник / ред. Г. А. Лютворт; упоряд.: А. Г. Бабенко, С. Я. Вініковецький, В. П. Воловик. — Вінниця: Вінниц. обл. кн.-газ. вид-во, 1960. — 320 с.
- Вінниця: путівник / ред. Г. Лютворт; упоряд.: В. Висоцький, Н. Квєтний, В. Колісниченко, М. Панасенко, Й. Тельман. — Вінниця: Обл. кн.-газ. вид-во, 1961. — 123 с.
- Вінниця: історично-краєзнавчий нарис / Г. А. Лютворт, І. П. Пшук, Й. Г. Тельман. — Одеса: Маяк, 1972. — 80 с.